# USS Stout (DDG-55)
USS Stout (DDG-55) — эсминец УРО типа «Арли Бёрк». Построен на верфи Ingalls Shipbuilding, приписан к морской станции Норфолк, штат Виргиния.
Эсминец «Стаут» назван в честь контр-адмирала Геральда Ф. Стаута (1903—1987), командира военного корабля USS Claxton, отличившегося во время Второй мировой войны. Тогда контр-адмирал Стаут помог своему боевому отряду затопить пять тяжеловооружённых кораблей противника и закрепиться на береговом плацдарме острова Бугенвиля.